# 山端零
山端 零（やまはた れい、1985年12月17日 - ）は、日本の男性声優。ゆーりんプロ所属。

## 略歴
小さい頃から変身願望のようなものがあり、中学卒業、高校生くらいの時に役者、職業としての声優に魅力を感じるようになり、大阪府の声優専門学校に入学。
アミューズメントメディア総合学院声優学科卒業。

## 人物
方言は関西弁。
趣味はアイススケート、1パチ・5スロ、音響編集。特技はクラリネット　歯笛。
資格は剣道二段　普通自動車運転免許。

## 出演

### テレビアニメ
2007年
- ひとひら（学生）

2010年
- オオカミさんと七人の仲間たち（不良B）
- とある科学の超電磁砲（手下C）

2011年
- 快盗天使ツインエンジェル〜キュンキュン☆ときめきパラダイス!!〜（違法UP男）
- ぬらりひょんの孫 千年魔京（男）
- 夢喰いメリー（夢魔A）
- レベルE（金光）

2012年
- 恋と選挙とチョコレート（原館）

2014年
- 宇宙兄弟（タリー）
- ノーゲーム・ノーライフ（貴族）

2015年
- 赤髪の白雪姫（八房、役人）
- 銀魂゜（真選組隊士、海賊B、海賊A）

2018年
- 中間管理録トネガワ（木根崎）

### Webアニメ
- BIGLOBE「金融戦隊ファイナンズ」（キャラクターボイス）

### ドラマCD
- 停電少女と羽蟲のオーケストラ　第一楽章「蛍」
- とある科学の超電磁砲アーカイブス1

### 吹き替え
- 愛とセックスとセレブリティ（ハリー〈セバスチャン・スタン〉）
- イカとクジラ
- インビジブル2
- ギャロウ・ウォーカー 煉獄の処刑人（ファビュラス）
- サブウェイNY（ジョー）
- サブリミナル（マイロ〈サム・ライリー〉）
- 幸せはシャンソニア劇場から（モンダン）
- 新世紀Mr.Boo! ホイさま カミさま ホトケさま
- 孫子《兵法》大伝（昭王）
- 2048（トーマス）
- 爆音家族（ジェレド）
- ハッピーエンドが書けるまで（ルイス〈ローガン・ラーマン〉）
- ホステル2
- MAXX!!! 鳥人死闘篇
- ライアーズ・ゲーム（デニス）

### ナレーション
- 「PS・STATION-TV新機種紹介」
- 「friend」（TV-CM/家庭教師ヒットマンREBORN!EDテーマ）
- 小学校道徳教材『電子紙芝居DVD”ブンブン”』（学校図書）
- JOMO「エンジンオイル編」「販売オペレーション編」e-ラーニング（キャラクターボイス）
- 東京書籍「日本語検定」e-ラーニング（キャラクターボイス）
- 「IMM Japan〜技能実習生の受け入れから帰国まで〜」（DVD）

### テレビ番組
- 行列のできる法律相談所（NTV）
- 全力坂 番組内インフォマーシャル「資生堂UNO FOGBAR」
- タイムスクープハンター  矢文打ち「NHK」

### ゲーム
2019年
- モンスターストライク（ジョン・クレイ）